# Myrmecia urens
Myrmecia urens är en myrart som beskrevs av Lowne 1865. Myrmecia urens ingår i släktet bulldoggsmyror, och familjen myror. Inga underarter finns listade i Catalogue of Life.